# Нарцисичний розлад особистості
Нарцисичний розлад особистості (англ. Narcissistic personality disorder, NPD) — це розлад особистості кластеру B (драматичного), якому притаманні завищене почуття власної значущості, надмірна потреба у захопленні, зниження здатності або небажання співпереживати почуттям інших і міжособистісна експлуатаційна поведінка. Нарцисичний розлад часто супроводжується іншими психічними розладами та пов’язаний зі значними функціональними порушеннями та психосоціальною неспроможністю.
Стандартного лікування нарцисичного розладу не існує. Його висока коморбідність з іншими психічними розладами впливає на вибір лікування та його результати. Психотерапевтичне лікування зазвичай поділяється на дві категорії: психоаналітичну/психодинамічну та когнітивно-поведінкову терапію. Однак майже немає досліджень, які б визначали ефективність лікування.

## Симптоми

### Диференційна діагностика
Виникнення нарцистичного розладу особистості представляє високий рівень коморбідності з іншими психічними розладами. Особи з НРО схильні до нападів психологічної депресії, часто до такого ступеня, що відповідає клінічним критеріям супутнім депресивному розладу. НРО пов'язаний із виникненням біполярного розладу та розладів, пов'язаних із вживанням психоактивних речовин, особливо розладом, пов'язаним із вживанням кокаїну. НРО також може бути коморбідним або диференційованим з появою інших психічних розладів, включаючи гістріонний розлад особистості, емоційно нестабільний розлад особистості, антисоціальний розлад особистості або параноїдний розлад особистості. НРО також слід диференціювати від манії та гіпоманії, оскільки ці випадки також можуть проявлятися грандіозно, але мають різні рівні функціональних порушень. Нарцисичний розлад особистості відрізняється від впевненості в собі, яка пов'язана з сильним самопочуттям. Діти та підлітки зазвичай демонструють риси особистості, які нагадують НРО, але такі випадки зазвичай тимчасові та реєструються нижче клінічних критеріїв для формального діагнозу NPD.

## Причини
Попри те, що конкретних причин НРО немає, його наявність намагаються пояснити за допомогою біопсихосоціальної моделі, яка описує комбінацію факторів ризику з біологічних, психологічних і соціально-середовищних факторів. Це включає, але не обмежується: генетикою, нейробіологією, травмами, насильством і батьківством.

### Генетика
Докази свідчать про те, що існує висока успадкованість НРО, з низкою генетичних впливів, які вказують на різні показники успадкованості залежно від підтипу. Кілька досліджень близнюків історично припускали спадковість НРО, включаючи розлади особистості в цілому.

### Середовище
Екологічні та соціальні фактори також впливають на розвиток НРО. У деяких людей патологічний нарцисизм може розвинутися через порушення емоційної прихильності до основних опікунів (зазвичай батьків). Відсутність психологічної та емоційної прив’язаності до батьків може призвести до сприйняття дитиною себе як неважливої та непов’язаної з іншими людьми, зазвичай сім’єю, громадою та суспільством. Як правило, дитина починає вірити, що у неї є дефект особистості, який робить її нецінною та небажаною; надмірне поблажливе, вседозволене виховання або нечутливе та надмірно контрольоване виховання є факторами ризику розвитку НРО у дитини.

### Патофізіологія
Дослідження виникнення нарцистичного розладу особистості виявили структурні аномалії в мозку людей з НРО, зокрема, менший об'єм сірої речовини в лівій, передній острівцевій корі. Результати дослідження 2015 року пов'язували стан НРО зі зменшенням об'єму сірої речовини в префронтальній корі. Виявлені та досліджені ділянки мозку – острівна кора та префронтальна кора – пов'язані з людськими емоціями емпатії та співчуття, а також із психічними функціями пізнання та емоційної регуляції. Неврологічні результати досліджень свідчать про те, що НРО може бути пов’язаний зі скомпрометованою (пошкодженою) здатністю до емоційної емпатії та емоційної регуляції.

## Діти нарцисів
Діти нарцисів часто стають особами, які виростають з рисами співзалежності, догождання людям і низькою самооцінкою. Це діти, які ніколи не почуваються достатньо хорошими ні для своїх батьків, ні для самих себе.
«Діти нарцисів» — це діти, які ростуть з батьками, які мають нарцисичні риси. Вони часто мають низьку самооцінку і відчувають, що ніколи не зможуть бути достатньо хорошими для себе чи своїх батьків. Діти нарцисів також можуть стати залежними від людей, коли вони стануть дорослими, тому що вони навчилися ведення таких стосунків зі своїми батьками.

### Характеристики дітей
- Низька або крихка самооцінка: Діти нарцисів зазвичай відчувають низьку самооцінку протягом усього дитинства, а іноді й у дорослому віці. Вони мають низьку самоповагу, тому що вони виросли з батьками, які ніколи не вважали їх достатньо хорошими або любили їх беззастережно. Коли вони стають старшими, вони можуть надмірно звертати увагу на випадки, коли вони відчувають, що зазнали невдачі або не виправдали своїх очікувань через своїх нарцисичних батьків. Батько-нарцис може навіть сказати своїй дитині, що він не має для неї вирішального значення, що може завдати довгострокового болю та завдати шкоди дитині як дорослому.[22]
- Співзалежність у стосунках: Діти нарцисів часто вступають у стосунки з людьми, які мають нарцисичні риси. Ці діти відчувають, що вони ніколи не можуть бути достатньо хорошими для свого партнера чи себе, тому вони стають залежними від іншої людини, щоб зробити її щасливою та підтвердити свою самооцінку. Вони можуть представляти себе тендітними та постійно потребують уваги.
- Поведінка догоджання людям: Діти нарцисів також можуть бути надмірно поступливі до інших людей у своєму житті, особливо до романтичних партнерів. Їм може здаватися, що вони ніколи не можуть відмовити у тому, до чого їх партнер заохочує їх. Або не можуть відмовити через своє почуття провини та обов'язку перед іншими.
- Важко залишатися наодинці: Ще одна спільна риса для дітей нарцисів — труднощі, коли справа доходить до проведення часу наодинці. Ці діти звикли бути поруч з іншими й завжди мати партнера, тому, коли вони мають час на самоті, це може бути для них незручним або незрозумілим відчуттям.
- Наркотична залежність: Діти нарцисів часто піддаються ризику наркоманії та алкоголізму, тому що вони відчувають сильний емоційний біль. Вони можуть відчувати, що єдиний спосіб впоратися з цим – займатися самолікуванням і пригніченням своїх почуттів, що веде їх на шлях до проблемного зловживання психоактивними речовинами.
- Проблемні стосунки: У дорослих дітей нарцисів часто виникають проблеми у стосунках з романтичними партнерами. Їм може здатися, що вони ніколи не зможуть бути достатньо хорошими або відповідати очікуванням іншої людини, що спричиняє багато стресу в їхніх стосунках і ображає обох партнерів.
- Маніпуляція: Діти, які ростуть із нарцисичних батьками, часто стають дуже маніпулятивними, у дорослому віці, тому що вони навчаються нарцисичних рис від своїх батьків. Вони можуть опинитись у розумінні того, що в цей момент вони брешуть задля отримання бажаного їм, або дають порожні обіцянки, щоб хтось зробив щось за них, що є ознакою низької самооцінки.
- Домашнє насилля: Діти нарцисів також можуть опинитися в насильницьких стосунках у дорослому віці, тому що вони мають низьку самооцінку і відчувають, що інша людина завжди має над ними більше влади. Вони часто бояться залишити ці стосунки, що призводить до почуття страху та тривоги за свою безпеку, якщо партнер не зазнає фізичного насильства, то принаймні від емоційного.
- Співзалежна поведінка: Іноді дітям нарцисів здається, що вони ніколи не можуть сказати «ні» або постояти за себе перед обличчям небезпеки. Це тому, що їхні батьки могли змушувати їх робити небезпечні вчинки, коли вони були молодшими, що викликало багато страху та тривоги. Або їхні батьки ніколи не дозволяли їм робити щось самостійно, без критики зі свого боку.
- Почуття неадекватності: Діти, які ростуть із нарцисичними батьками, часто відчувають себе неадекватними, стаючи дорослими, що призводить до таких проблем із психічним здоров'ям, як тривога та депресія. Ці почуття походять від відсутності щирої любові, яку вони мали отримувати від батьків, але натомість відчували, що щоб вони не робили, цього не було достатньо або важливим для батьків.
- Самоушкодження та каліцтво: Діти нарцисів також можуть завдати собі шкоди або калічити себе, тому що у них дуже багато емоційного болю всередині та недостатньо ресурсів, щоб впоратися з ним належним чином. Це може бути результатом недбалості батьків, наприклад, неправильного годування чи догляду під час хвороби, або фізичного насильства в деяких випадках.
- Харчові розлади: Розлади харчової поведінки – ще одна поширена проблема для дітей нарцисів. Ці діти часто відчувають, що ніколи не зможуть бути достатньо худими або відповідати вимогам батьків, що викликає сильний стрес і призводить до того, що вони ставляться до їжі не як до потрібного організму ресурсу, а як засіб догодити батькам або своїм почуттям. Це спосіб встановити певний контроль над собою або своїм тілом, оскільки вони зазвичай не відчувають контролю над своїм життям.
- Пристрасть до перфекціонізму, контролю і т.п.: Ще одна загальна риса для дітей нарцисичних батьків - це пристрасть до перфекціонізму. Ці діти звикли відчувати себе задоволеними, лише якщо вони роблять усе ідеально та відповідають очікуванням батьків, що викликає багато стресу у їхньому житті, оскільки цього ніколи не станеться через нереалістичні вимоги, які висуваються до них у дитинстві, та які вони згодом починають самі до себе висувати.
- Хронічне самозвинувачення: Оскільки діти нарцисів у дитинстві зрозуміли, що вони ніколи не були достатньо хорошими для своїх батьків, навіть якщо це було щось настільки дрібне, як неправильне застеляння ліжка чи невиконання домашнього завдання вчасно, у цих дітей часто виникає хронічне самозвинувачення у повнолітті. Це тому, що вони завжди обдумають про те, що, де і коли можна було б зробити краще.
- Розвиток страхів: У дітей нарцисів часто розвиваються страхи. Вони можуть боятися, що їх ніхто не полюбить і не попіклується про них. Вони можуть відчувати занепокоєння щодо того, що щось зіпсують або як розгортатимуться майбутні події. Вони також можуть боятися, що їх покинуть і залишать на самоті, що може призвести до тривожних і депресивних розладів, оскільки діти, які ростуть із нарцисичними батьками, ніколи не відчувають, що щось для них є достатньо добрим.  Наслідки дорослішання з нарцисичними батьками можуть тривати навіть у дорослому віці, якщо діти дорослішають і все ще не отримують достатньої підтримки чи підтвердження від своїх батьків. Ці риси часто зустрічаються у дітей нарцисів, тому що їх ним навчили їхні батьки-нарциси. Діти, які виросли в оточенні токсичної поведінки, як правило, навчаються їй самі (що призводить до того, що вони живуть побічно через дитину), через що такий стиль поведінки важко позбутися без підтримки та допомоги членів родини чи спеціалістів.

### Характеристики батьків
Якщо дитину виховують один або кілька батьків, які мають нарцисичні риси характеру, то у таких стосунках можуть бути ознаки того, що щось не так. Нижче наведено кілька найпоширеніших проявів самозакоханих батьків:
- Надмірне вихваляння собою та своїми досягненнями
- Завищене почуття власної значущості
- Надчутливі до критики (навіть якщо вона неконструктивна, безпідставна)
- Приниження інших, перед друзями або членами сім'ї
- Не приймають точки зору дитини, навіть якщо всі інші приймають
- Потребують постійної уваги з боку інших людей, особливо дітей
- Нездатні виявляти емпатію до інших, у тому числі до потреб дітей
- Вони хочуть, щоб усе оберталося навколо них, замість того, щоб зосереджуватися на балансі між роботою та домашнім життям
- Нездатні конструктивно обговорювати проблеми (сприймають речі дуже особисто)
- Очікування-вимога до дітей у тому, чого вони ніколи не зробили б для себе самі, наприклад робота, приготування вечері тощо.
- Віра, що є лише один спосіб досягти чогось, і якщо у них не вийшло, то треба лише більше зусиль, а не пошук другого шляху.
- Відсутність гнучкості у намаганні спілкування з ними або порозуміння

Егоцентрична батьківська фігура, як правило, негнучка і не терпить будь-якої поведінки, яка не є такою, яку вони б вчинили у подібній ситуації. Вони очікують від своїх дітей поступливості та покірності. Егоцентрична батьківська фігура не має жодних проблем з використанням дітей як аксесуара для вихваляння або для особистої вигоди, навіть якщо це означає жертвувати емоційним добробутом дитини. Страх нарцисичних батьків бути покинутими демонструватиметься своєю поведінкою, коли вони очікують від дітей уваги та похвали. Їм постійно потрібна перевірка-похвала себе із зовнішніх джерел, особливо якщо вона надходить від когось молодшого за них або залежить від них. Багато батьків не усвідомлюють, який вплив нарцисичне виховання може мати на дітей, поки ті не стануть підлітками та не сформують власну думку. У цей момент нарцису стає важче контролювати дитину, оскільки дитина починає розвивати власні ідеї, які можуть не збігатися з тим, що думають батьки. Нарцистичне насильство — це форма емоційного та психологічного насильства, яку часто неправильно розуміють. Багато людей вважають, що нарцисизм вражає лише дорослих, але нарцисичну поведінку можна побачити й серед дітей. Лише пізніше, коли ці діти підростуть, вони зрозуміють, що відбувалося у них в дитинстві, які риси мали їх батьки, та те що вони мають схильності до їх перейняття. Для них це все стає більш очевидним, коли вони порівнюють своє життя з життям інших людей, у яких є більш люблячі батьки. Таких дітей потрібно навчити відрізняти правильне від неправильного, щоб надати їм здатність адекватно сприймати свою самооцінку, коли вони дорослішають, щоб вони не стали такими ж, як їхні батьки.